# 라베가주

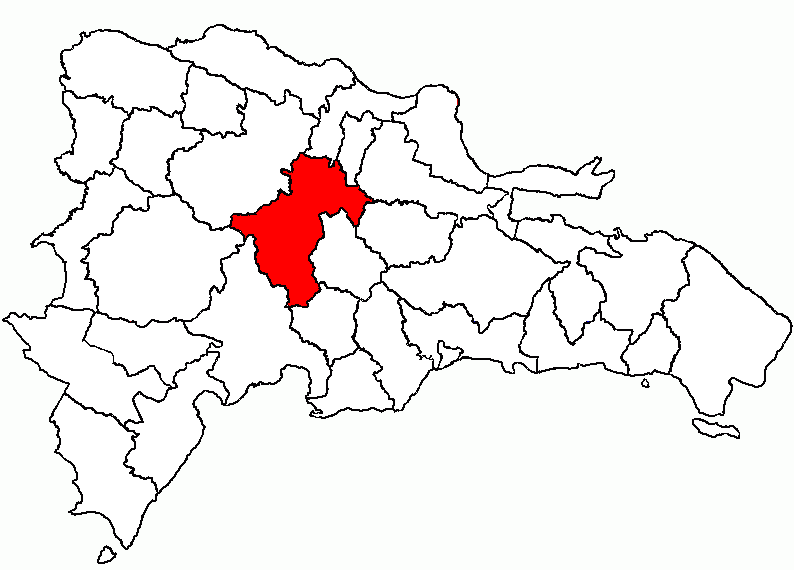
라베가 주의 위치

라베가주(스페인어: La Vega)는 도미니카 공화국 중부에 위치한 주로 주도는 라베가이며 면적은 2,287.24km2, 인구는 447,905명(2014년 기준)이다. 1844년에 신설되었다.
아수아 주, 산호세데오코아 주, 몬세뇨르노우엘 주, 산체스라미레스 주, 두아르테 주, 에르마나스미라발 주, 에스파이야트 주, 산티아고 주, 산후안 주와 접한다. 4개 지방 자치체와 7개 지구를 관할한다.